# Купа на генерал Иван Колев
Купа на генерал Иван Колев е регионален футболен турнир в чест на българския военен деец, воювал за свободата на Добруджа по време на Първата световна война ген. Иван Колев (1863–1917), който е проведен за първи и последен път през 1943 г. по идея на Добричката спортна област. Парите събрани при провеждането на срещите са внесени в дарителския фонд за набиране на средства с цел изграждане паметника на добруджанския герой в гр. Добрич.
Единственото издание на турнира се състои от три мача с директни елиминации изиграни между четирите, по това време, футболни отбора в град Добрич.

## Паметника на генерал Колев
Още веднага след връщането на Южна Добруджа към България след Крайовската спогодба (1940) в Добрич се заражда идеята за издигането на монументът в чест на генерал Иван Колев в Добрич. С подкрепата на Община град Добрич се създава Фонд „Построяване на паметник на ген. Иван Колев“. Дейни участници по набиране на средства са ген. Тодор Кантарджиев, добричките 8-и конен полк и 46-и пехотен полк, гимназия „Цар Борис III“ и прогимназия „Райко Цончев“. Организират се театрални представления и вечерники с благотворителна цел, много граждани даряват пари, получени като подарък за рождени и имени дни. Селските кметове от общината също организират дарителска дейност. Налице са стотици частни дарители. Така заедно със събраните до 1942 г. средства Фондът разполага с 2 191 000 лв. в края на 1943 г. Спортният футболен турнир на името на генерала е едно от тези благотворителни начинания.

## Турнир
|  | Полуфинали             | Полуфинали             |   |  | Финал           | Финал |  |
|  |                        |                        |   |  |                 |       |  |
|  | Добрич                 |                        |   |  |                 |       |  |
|  | Левски (Добрич)        | 6                      |   |  |                 |       |  |
|  | Славия (Добрич)        | 0                      |   |  |                 |       |  |
|  |                        |                        |   |  |                 |       |  |
|  |                        |                        |   |  | 6 май - Добрич  |       |  |
|  |                        |                        |   |  | Левски (Добрич) | 1     |  |
|  |                        | Цар Борис III (Добрич) | 0 |  |                 |       |  |
|  |                        |                        |   |  |                 |       |  |
|  |                        |                        |   |  |                 |       |  |
|  |                        |                        |   |  |                 |       |  |
|  | Добрич                 |                        |   |  |                 |       |  |
|  | Победа (Добрич)        | 0                      |   |  |                 |       |  |
|  | Цар Борис III (Добрич) | 3                      |   |  |                 |       |  |